# Cantó de Chaville
El cantó de Chaville és un antic cantó francès del departament dels Alts del Sena, que estava situat al districte de Boulogne-Billancourt. Comptava amb 4 municipis i el cap és Chaville.
Al 2015 tres dels seus municipis van anar al cantó de Saint-Cloud i el restant al cantó de Meudon.

## Municipis
- Chaville
- Marnes-la-Coquette
- Vaucresson
- Ville-d'Avray

## Història
| Data d'elecció                           | Identitat               | Partit           | Qualitat |
| ---------------------------------------- | ----------------------- | ---------------- | -------- |
| 1967-1973                                | Gabriel Ausserré        | SFIO, després PS |          |
| 1973-1982                                | Jean Germain            | UDR, després RPR |          |
| 1982-1996                                | Marcel Houlier          | UDF-CDS          |          |
| 1996-2004                                | Denis Badré             | UDF              |          |
| 2004-2008                                | Jean-Jacques Guillet    | UMP              |          |
| 2008-                                    | Christiane Barody-Weiss | Divers droite    |          |
| les dades anteriors no són pas conegudes |                         |                  |          |
|                                          |                         |                  |          |

## Demografia
| A partir de 1990: Població sense dobles comptes |